# Блафдејл (Јута)
Блафдејл (енгл. Bluffdale) град је у америчкој савезној држави Јута.

## Демографија
По попису из 2010. године број становника је 7.598, што је 2.898 (61,7%) становника више него 2000. године.
| Група             | 2000.         | 2010.         |
| Белци             | 4.483 (95,4%) | 7.056 (92,9%) |
| Афроамериканци    | 11 (0,2%)     | 32 (0,4%)     |
| Азијати           | 11 (0,2%)     | 27 (0,4%)     |
| Хиспаноамериканци | 157 (3,3%)    | 334 (4,4%)    |
| Укупно            | 4.700         | 7.598         |